# Rita Braver
Rita Braver (12 de abril de 1948) es una periodista estadounidense, corresponsal de noticias de la televisión estadounidense de CBS News, conocida por sus investigaciones periodísticas sobre los escándalos de la Casa Blanca, como el caso Irán-Contra.

## Trayectoria
Rita Lynn Braver nació en una familia judía el 12 de abril de 1948 y se crio en Silver Spring, Maryland.  Se graduó de la Universidad de Wisconsin-Madison con un título en ciencias políticas y pasó algunos años en WWL-TV en Nueva Orleans como copiadora antes de mudarse a Washington D. C. con su esposo y unirse a CBS en 1972 como productora.
De 1983 a 1993, Braver fue la corresponsal legal principal de CBS News. Reveló la historia de la red de espionaje de John Walker, así como la de otro espía, Jonathan Pollard. También dirigió la cobertura de CBS del asunto Irán-Contra. Se desempeñó como corresponsal principal de CBS en la Casa Blanca durante el primer mandato de Bill Clinton, y desde 1998 ha sido corresponsal nacional principal de Sunday Morning.

## Vida personal
Su padre murió cuando ella era una adolescente. Tiene dos hermanas: Bettie Braver Sugar y Sharon Braver Cohen. El 10 de abril de 1972, se casó con el abogado de Washington D. C., Robert B. Barnett (nacido en 1946), a quien conoció en la universidad. Tienen una hija, Meredith Jane Barnett (nacida en 1978), que se casó con Daniel Ross Penn en una ceremonia judía en Washington D. C.